# Basilissopsis regina
Basilissopsis regina är en snäckart som först beskrevs av B.A. Marshall 1983.  Basilissopsis regina ingår i släktet Basilissopsis och familjen Seguenziidae. Inga underarter finns listade i Catalogue of Life.